# TV Osaka

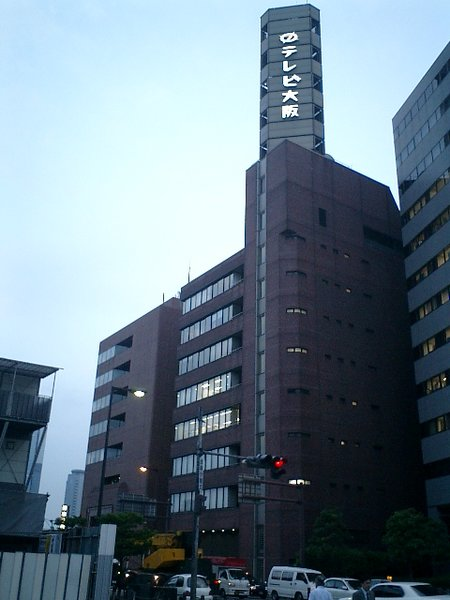
Sede di TV-Osaka

Television Osaka, Inc. (テレビ大阪株式会社?, Terebi Ōsaka Kabushiki Gaisha, conosciuta anche col nominativo di TVO) è una rete televisiva giapponese appartenente al network TXN. Trasmette nella Prefettura di Osaka e la sua mascot è "Takoru-kun" (たこるくん).